# Skaknovelle
Skaknovelle er en novelle skrevet af den verdensberømte østrigske forfatter Stefan Zweig. Novellen handler om mødet mellem verdensmesteren i skak, den fiktive karakter Czenkovic og amatøren Dr. B.
Stefan Zweig leverer en intens og opslugende beretning om skakduellerne og ikke mindst om de to duellanters baggrund og vidt forskellige indgange til spillet[kilde mangler]. Et skakspil under en rejse fra New York til Buenos Aires giver hovedkarakteren et flashback til hans tilfangetagelse under Nazi-Tyskland, hvor det eneste han kunne foretage sig var at studere skakåbninger.
Novellen udkom i 1941 med originaltitlen "Schachnovelle". I 1960 udkom filmen Brainwashed, der var inspireret af bogen, og i 2013 blev historien fremført i Opera-form af Opernhaus Kiel.
| Bog | Spire Denne artikel om bøger og tidsskrifter er en spire som bør udbygges. Du er velkommen til at hjælpe Wikipedia ved at udvide den. |